# 透明なブルー
『透明なブルー』（とうめいなブルー）は、日本のシンガーソングライター、天野花の初のオリジナル・アルバム。
リリース作品としては、2015年発売のシングル『Honey Days』以来約3年ぶりで、自身初となるアルバム作品。

## 背景・リリース
天野が月1回レギュラーを務めるコミュニティ・ラジオ『渋谷のラジオ』のパーソナリティである小原信治の勧めにより、5月9日よりクラウドファンディングサイト「CAMPFIRE」にてアルバム制作に必要な費用を一般から募った。7月26日に目標金額である70万円を大きく上回る181万3500円を調達した。完成したアルバムは、11月23日に地元の八丈島で開催された初のワンマンライブ「透明なブルー」よりライブ会場限定で販売が開始された。
収録曲の編曲は村雲順樹と百目鬼しおりが担当しており、村雲はサウンド・プロデュースとエレクトリック・ギターの演奏、百目鬼はボーカル・ディレクションも兼任している。ジャケットデザインは小山七海が担当した。
収録曲は、シングル曲「Honey days」や舞台の主題歌などを含む全12曲。一方、シングル『Honey Days』に収録の「無題のラブソング」（本作に収録のものと同名異曲）「シーラ」「弱虫の金曜日」、オムニバス盤『鉄コンピ Vol.4 ライブ盤』に収録の「三十路バラッド」は未収録となった。

## 収録内容
| 全作曲: 天野花。 |                        |                 |            |              |      |
| #                | タイトル               | 作詞            | 作曲・編曲 | 編曲         | 時間 |
| 1.               | 「Honey days」         | 天野花          | 天野花     | 村雲順樹     | 3:56 |
| 2.               | 「Siren」              | 天野花          | 天野花     | 村雲順樹     | 4:01 |
| 3.               | 「エンディングロール」 | 天野花          | 天野花     | 百目鬼しおり | 5:23 |
| 4.               | 「次の恋人は社会人」   | 天野花          | 天野花     | 村雲順樹     | 2:54 |
| 5.               | 「無題のラブソング」   | 天野花          | 天野花     | 村雲順樹     | 6:01 |
| 6.               | 「パンプルムース」     | 天野花          | 天野花     | 村雲順樹     | 4:13 |
| 7.               | 「chrome」             | 天野花          | 天野花     | 百目鬼しおり | 4:39 |
| 8.               | 「かさぶた」           | 天野花 野中うみ | 天野花     | 村雲順樹     | 4:26 |
| 9.               | 「wonder」             | 天野花          | 天野花     | 村雲順樹     | 3:38 |
| 10.              | 「0の歌」              | 天野花          | 天野花     | 百目鬼しおり | 4:53 |
| 11.              | 「群青」               | 天野花          | 天野花     | 百目鬼しおり | 3:05 |
| 12.              | 「透明なブルー」       | 天野花          | 天野花     | 村雲順樹     | 5:45 |
| 合計時間:        | 合計時間:              | 合計時間:       | 合計時間:  | 52:54        |      |

## 曲の解説
1. Honey days
1stシングル表題曲をリアレンジ・リレコーディングした音源。
楽曲について天野は、「好きな人がいて、頭がおかしくなったときに書いた曲」とコメントしている[7]。
2. Siren
楽曲について天野は、「毎日機械のように働いている中で、心の中に生まれた一匹の怪獣」とコメントしている[8]。
3. エンディングロール
4. 次の恋人は社会人
5. 無題のラブソング
1stシングル『Honey Days』には、同名の異なる楽曲が収録されていた。
6. パンプルムース
江國香織の同名の詩に登場する女の子を主人公とした楽曲[9]。
7. chrome
ライブハウス支援企画「Save Our Place」の一環として配信されたアルバム『めぐる』に[10]、弾き語り音源が収録された[11]。
8. かさぶた
舞台『ラブレター 〜さよならきみどりちゃん〜』の主題歌として書き下ろされた楽曲で、天野は全5公演で歌唱した[12]。また、本作の収録曲で唯一作詞が他者との共作となっている。
8月13日に本曲のミュージック・ビデオが公開された。なお、天野の楽曲のミュージック・ビデオは本曲が初となる。ミュージック・ビデオの主演は後藤早貴で、監督・撮影は坂功樹が担当した[13]。
9. wonder
天野曰く「図書館で働く美人のお姉さんに向けて作った」楽曲[14]。
10. 0の歌
楽曲について天野は「なんのために歌っているのかわからなくなって、2年ほど曲が書けなくなっていた。」「空っぽの私が、泣きながら書いた曲。この曲を作って思い出したのは、歌うのがたまらなく好きで仕方ないということ。」とコメントしている[15]。
11. 群青
ライブハウス支援企画「Save Our Place」の一環として配信されたアルバム『めぐる』に[10]、弾き語り音源が収録され[11]、2021年に発売されたアルバム『暁を泳いで』には再録音した音源が収録された。
12. 透明なブルー
タイトル曲で、アルバムタイトルにもなっている曲のタイトルは、天野の故郷である八丈島の海に由来している。
コントラバスは小栢伸五が担当[16]。
間奏には、天野によるセリフが挿入されている。

## 演奏
※特記がない限り、歌詞カードの記載に準拠。
- 天野花：Vocal, A.guitar（M1 - M5,M7 - M12）
- 村雲順樹：E.guitar, A.Guitar（M6）
- 神林祥太：Drums（M1,M2,M3,M4,M5,M7,M8,M10,M11,M12）
- 金指卓哉：Drums（M6,M9）
- 中島昭：Bass（M1 - M11）
- 小栢伸五：Bass（M12）
- 友田ジュン：Key（M2 - M8,M10 - M12）[17]
- 百目鬼しおり：Chorus[18]